# Delomerista orientalis
Delomerista orientalis är en stekelart som beskrevs av Setsuya Momoi 1973. Delomerista orientalis ingår i släktet Delomerista och familjen brokparasitsteklar. Inga underarter finns listade i Catalogue of Life.